# 竹圍子 (雲林縣虎尾鎮)
23°42′03″N 120°25′11.2″E / 23.70083°N 120.419778°E
竹圍子，原寫為竹圍仔，是台灣雲林縣虎尾鎮的一個傳統地域名稱，位於該鎮中部偏西南。相較於今日行政區，其範圍大致包括廉使里西南端、建國里中部、新吉里不含東部邊界地帶中南段、三合里北部及東部凸出部分的東半部、北溪里南端、東屯里東部南側凸出部分的中段。

## 歷史
台灣清治末期至日治初期，竹圍子地區為一街庄，稱為「竹圍仔庄」，隸屬於大坵田堡。該庄輪廓略呈尖端朝西的T字形，北與北溪厝庄為鄰，東北與廉使庄為鄰，東與五間厝庄為鄰，南邊為湳仔庄、三合庄，西邊為大墩仔庄。
1901年（日治明治三十四年）11月，全台廢縣廳改設二十廳，該庄隸屬於斗六廳。1903年（明治三十六年）6月，該庄編入「大墩仔區」，隸屬於斗六廳。1909年（明治四十二年）10月，合併二十廳為十二廳，大墩仔區改隸屬於嘉義廳。1920年（大正九年），全台地方制度大改正，廢十二廳改設五州二廳，該庄改制並雅化為「竹圍子」大字，隸屬於臺南州虎尾郡虎尾庄。1933年，虎尾庄升格為虎尾街。
戰後虎尾街改制為虎尾鎮，隸屬於臺南縣，大字亦改制為里。1950年10月，雲、嘉、南分治，虎尾鎮改隸屬雲林縣。

## 聚落
本地區發展較早的聚落有竹圍仔（陳家莊）、棋盤厝竹圍仔、舊廍等，在日治期初期的官方地圖上已有記載。此外，本地區尚有新吉庄聚落，為日治末期因興建飛機場，遷村到此地。光復改稱新吉里。現今人口增加。達5000人，為虎尾鎮第二大里，也是虎尾重要住宅區。

## 交通
省道台78線即「東西向快速公路－台西古坑線」，是雲林縣境內的東西向快速公路，大致以西南西—東北東走向繞大彎轉西北西—東南東走向經過本地區南部邊界外不遠處。最近的交流道是正南方縣道145號交會處的虎尾交流道。由此等向西可前往土庫、元長北部、東勢、台西等地；向東可前往國道1號雲林系統交流道、斗南、古坑、高厝林子頭的東側端點（古坑端）並止於國道3號古坑系統交流道。
縣道145號（林森路二段）是埤頭至六腳鄉港尾寮的道路，大致以東北—西南走向經過本地區東南部邊界地帶。由該道路向東北可前往虎尾市區、西螺、埤頭並止於縣道150號路口；向西南可前往土庫、元長東南部、北港、六腳港尾寮等地。
縣道158號（文科路）是臺西海口至斗南北勢仔的道路，大致以西南西—東北東走向經過本地區北部凸出部分。由該道路向西南西轉西再轉西南西可前往土庫中部、褒忠、東勢、台西等地；向東北東經廉使地區東南部轉東南，再於埒內地區西南部經縣道145號路口後轉南再轉東南可前往平和厝、蕃薯東端、小東、國道1號斗南交流道並止於省道台1線路口。
鄉道雲89線是湳仔（頂湳仔）至下湳仔的道路，其北側端點（起點）位於本地區東南部邊界外緣的縣道145號路口。由此向南轉西南再轉南蜿蜒而行，經頂湳仔聚落後轉西南，經省道台78線（東西向快速公路－台西古坑線）高架橋下後可前往下湳仔聚落東北郊並止於縣道158甲線路口。
鄉道雲89-1線是三合（實際起點在舊廍）至下湳仔的道路，其北側端點（起點）位於本地區西部凸出部分南側邊界地帶舊廍聚落東側的鄉道雲94線路口。由此向南微東繞彎道轉西南西，至路口轉南出聚落並出境，可前往三合、下湳仔聚落東北郊並止於縣道158甲線路口。
鄉道雲94線（無名道路、工專一街）是東畔莊至虎尾的道路，其東側端點（終點）位於本地區東部邊界南側外緣的工專路路口。由此向西入境後，經竹圍子聚落轉西南西，出境後經一小段路到達本地區西部凸出部分的南側邊界並沿邊界而行，其後轉西進入舊廍聚落，經鄉道雲89-1線起點路口後轉西北再度入境，出聚落後轉西北，經鄉道雲95線路口後轉西微北以至出境，可前往大屯子地區南部的東畔莊聚落西側並止於縣道158號舊線路口。
鄉道雲95線是北溪厝至溪埔寮的道路，其北側端點（起點）位於本地區西部凸出部分北側邊界外不遠處的縣道158號路口（北溪厝聚落東郊）。由此向南南東入境後轉西南微南，經鄉道雲94線路口後續行以至出境，可前往三合西部、土庫市區東北部、過港地區的溪埔寮聚落並止於鄉道雲96線路口。